# Новосеменкино (Чекмагушевский район)
Новосеменкино (баш. Яңы Семенкин) — село в Чекмагушевском районе Республики Башкортостан Российской Федерации. Входит в состав Юмашевского сельсовета.

## География

### Географическое положение
Расстояние до:
- районного центра (Чекмагуш): 32 км,
- центра сельсовета (Юмашево): 3 км,
- ближайшей ж/д станции (Буздяк): 65 км.

## Население
| 2002 | 2009 | 2010 |
| ---- | ---- | ---- |
| 224  | →224 | ↘207 |

## Известные уроженцы
- Николаев, Василий Семенович (1907—1989) — советский военнослужащий, рядовой, Герой Советского Союза.